# Alta Loma (California)
Alta Loma es un área no incorporada ubicada en el condado de San Bernardino en el estado estadounidense de California.

## Geografía
Alta Loma se encuentra ubicada en las coordenadas 34°7′20″N 117°35′53″O / 34.12222, -117.59806.